# Tendal

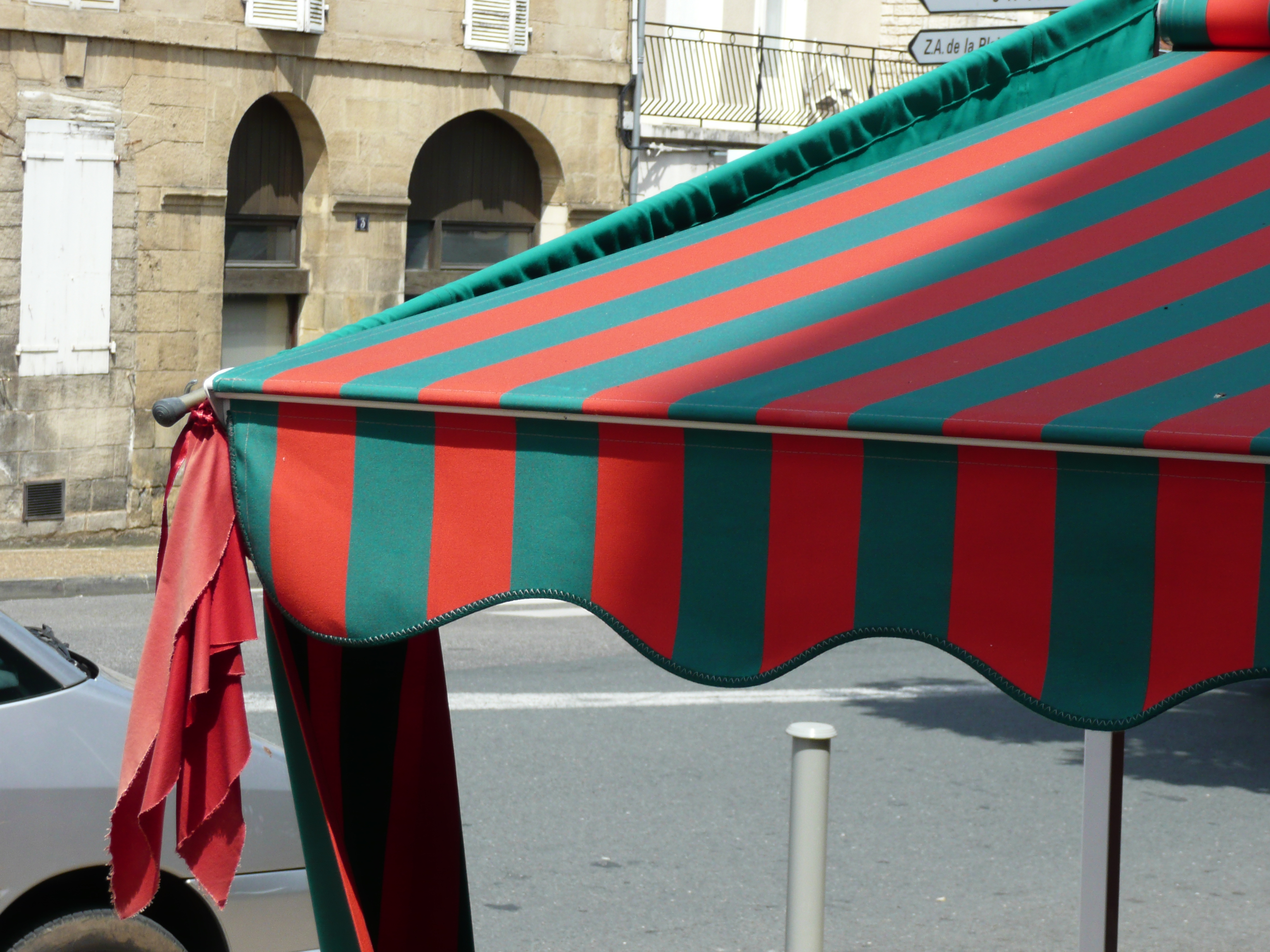
Tendal o coberta de lona

Un tendal o coberta de lona és una peça de lona o tela forta que hom posa per a fer ombra, protegir de la intempèrie, cloure un espai, etc. També s'usen cobertes de lona en molts carros, anomenats carros de vela o tartanes, per tal d'impedir que la pluja o la intempèrie puguin perjudicar el que porten (o als passatgers en el cas de la tartana). Alguns vaixells en solen portar per a protegir del sol al timoner.